# Bértiz-Arana
Bértiz-Arana (bask. Bertizarana) − miasto i gmina, zamieszkane przez 662 ludzi, w Hiszpanii, w prowincji Nawarra.